# 文戈熱沃
文戈熱沃（Węgorzewo，安格堡）是位於波蘭瓦爾米亞-馬祖里省的城市。文戈熱沃觀光業發達。緊鄰俄羅斯城市加里寧格勒。在歷史上曾屬條頓騎士團及東普魯士。城市的名稱來自于鰻魚。首次出現在文獻記載是在1335年。曾長期属于德國。二戰后文戈熱沃改劃波蘭，這裡的德國人紛紛離開。

## 外部連結
- Municipal website （页面存档备份，存于）
- Angerburg - Ostpreußen, town and district history （德文）
- Węgorzewo rock music festival （波兰語）

54°13′N 21°45′E / 54.217°N 21.750°E